# 卡尼 (内布拉斯加州)
卡尼（英語：Kearney，/ˈkɑːrni/）是美国內布拉斯加州水牛縣的县治，2010年的人口为30,787。内布拉斯加大学卡尼尔分校坐落于此。